# 埃利斯堡 (紐約州村)
埃利斯堡（英語：Ellisburg）是位於美國紐約州傑佛遜縣的村。

## 人口
根據2020年美國人口普查的數據，埃利斯堡的面積為2.59平方千米，皆為陸地。當地共有人口186人，而人口密度為每平方千米72人。